# Каллиграфия
Каллигра́фия (от греч. καλλιγραφία — «красивое письмо») — одна из отраслей изобразительного искусства. Ещё каллиграфию часто называют искусством красивого письма. Современное определение каллиграфии звучит следующим образом: «искусство оформления знаков в экспрессивной, гармоничной и искусной манере».
История письменности — это история эволюции эстетических понятий, развивающихся в рамках технических навыков, скорости передачи информации и материальных ограничений человека, времени и пространства. Стиль письма, обычно описываемый как шрифт, рука или алфавит.
Современная каллиграфия довольно разнообразна — от бытовых рукописных надписей на открытках до высокого искусства, в котором экспрессия написанного рукой знака не всегда рождает чёткие буквенные формы. Классическая каллиграфия значительно отличается от шрифтовых работ и нестандартных рукописных форм, хотя каллиграф должен уметь делать и то, и другое; буквы сложились в такие формы исторически, но при этом они текучи и спонтанны и всегда рождаются в момент письма.
Сейчас каллиграфия существует в основном в виде пригласительных открыток и свадебных поздравлений, а также в граффити, шрифтах и рукописных логотипах, в религиозном искусстве, графическом дизайне, в высеченных надписях на камнях и в исторических документах, а также каллиграфию используют на телевидении в качестве оформления, в различных характеристиках, свидетельствах о рождении и в других документах, где предполагается писать от руки.

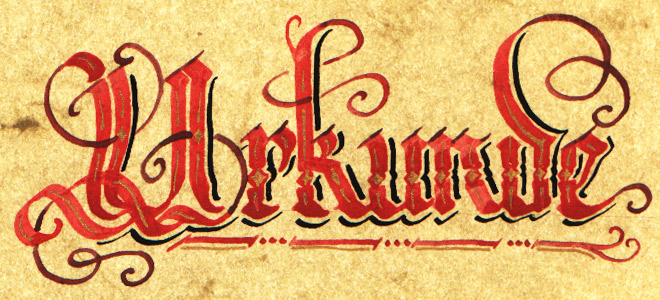
Каллиграфическая надпись немецкого слова «Urkunde» (свидетельство)

## Инструменты

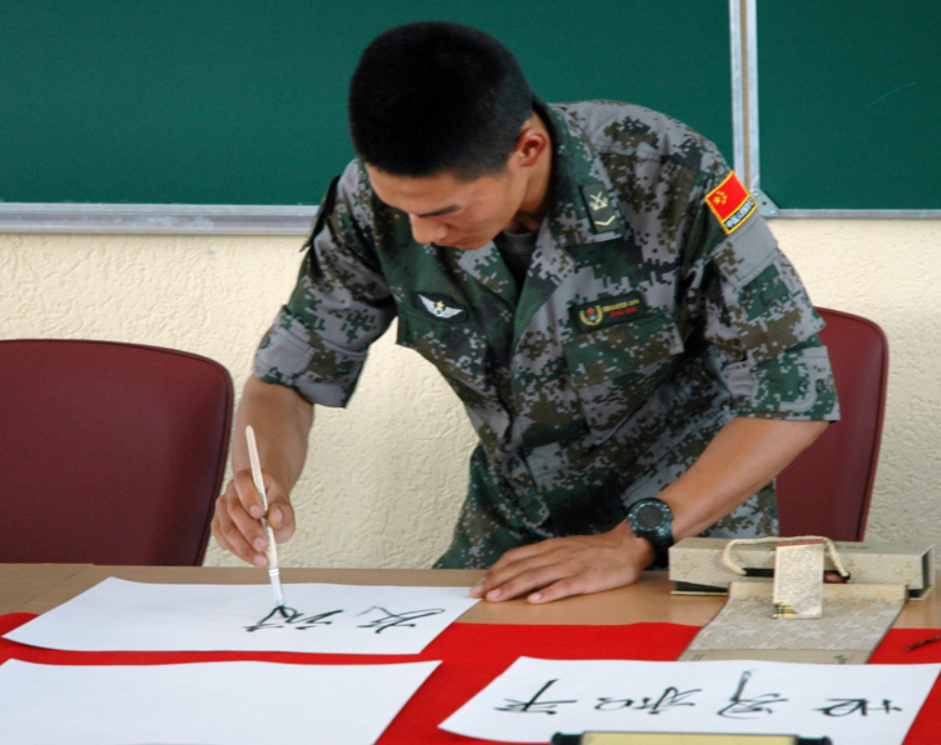
Китайский военнослужащий на конкурсе по каллиграфии

Классическими инструментами для каллиграфии, в зависимости от стиля, являются кисти (плоские и/или круглые), заточенные тростниковые палочки, птичьи и стальные перья. Каллиграфическое перо может быть с различными видами наконечников: плоскими, круглыми или заострёнными. Наконечник пера может быть заточен прямо или под углом, быть тоньше и толще (например, для готического письма), а также представлять собой стальную щётку. Щётка — очень широкое плоское перо с просветами, чернила или тушь протекают между зубцами такого пера, и оно может оставлять несколько параллельных линий одновременно. Держатели для пера бывают прямыми и косыми.
Более современными инструментами могут быть фломастеры, маркеры, карандаши, ручки, фудэпэн и другие письменные принадлежности.
Чернила также бывают разных видов, чернила на водной основе обычно менее вязкие, чем масляные, которые используются при печати. Помимо чернил, в некоторых случаях используется художественная тушь или разведённая чернильная паста.
Бумага для каллиграфии должна быть плотной и хорошо впитывать жидкость. Как правило, для получения прямых линий на бумагу либо карандашом наносят еле заметные пометки, либо используют лайтбоксы и трафареты.

## Европейская каллиграфия
Европейская каллиграфия развивалась в русле греко-римского письма (в меньшей степени кириллицы), классические образцы которого, используемые до сих пор, разработаны ещё в античности. Ранние алфавиты появились во втором тысячелетии до нашей эры. Непосредственным предшественником латинского алфавита был этрусский алфавит. Вначале при письме использовались только заглавные буквы, строчные возникли позже, во времена Каролингов.
Распространение христианства дало толчок искусству каллиграфии в Европе, ввиду того, что необходимо было копировать в больших количествах Библию и прочие религиозные тексты. Наибольшего расцвета искусство каллиграфии достигло в VII—IX веках в Ирландии и Шотландии, где монахи создавали иллюминированные Евангелия — шедевры средневекового искусства (см., например, статьи о Евангелии из Линдисфарна и о «зените западной каллиграфии», Келлской книге).
Существовало также готическое письмо, само собой представляющее каллиграфию и давшее начало готическим шрифтам в латинице, и уставное письмо, из которого развились славянские шрифты в кириллице.

## Восточноазиатская каллиграфия

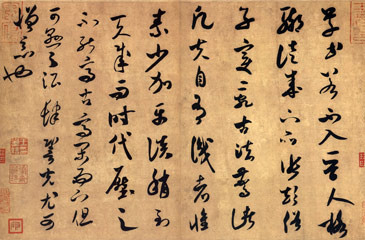
Образец китайской каллиграфии времён династии Сун (1051—1108), автограф поэта Ми Фу

Каллиграфия получила совершенно своеобразное развитие в странах идеографического письма (прежде всего Китай, Корея, Япония).
В Восточной Азии для каллиграфии обычно используются тушь и кисточки для письма. Каллиграфия (кит. трад. 書法, упр. 书法, пиньинь shūfǎ, шуфа; яп. 書道, сёдо:; кор. 서예?, 書藝?, сое; в переводе «путь письма») в Восточной Азии считается важным искусством, утончённой формой живописи. Каллиграфия оказала влияние на некоторые стили живописи, использующие похожую технику (тушь), такие как Суми-э в Японии и Китае. В Китае каллиграфия стала первым из искусств, подвергшимся теоретизации (Цуй Хуань 77—142 годы н. э., не путать с en:Cui Huan; Чжао И 178?; Цай Юн 133—192).

### Японская каллиграфия
Каллиграфическое письмо появилось в Японии в VII веке на базе китайских стилей. Японские каллиграфы создали несколько новых стилей, которые отличаются гораздо большей простотой и эмоциональностью. Японские идеограммы обозначают целые понятия, обладают глубоким философским смыслом и способствуют формированию структурно-образного восприятия людей. В эпоху Эдо (1600—1868) появились такие декоративные стили, как кабуки-модзи и дзё-рури-модзи, использовавшиеся для создания афиш и программ театров Кабуки и Дзёрури.
Искусство японской каллиграфии требует максимальной сосредоточенности и спонтанности исполнения. Испытав большое воздействие эстетики и практики дзэн-буддизма, в самом дзэн оно является средством медитации, путём познания и духовным завещанием мастера.
Современная японская каллиграфия сохраняет многовековые традиции, создавая и развивая на их основе новые направления. В 1948 году была создана Ассоциация мастеров современной каллиграфии, которая и по сей день является одним из ведущих объединений в области каллиграфии. На ежегодных выставках, устраиваемых данной организацией, демонстрируются копии старинных образцов, работы современных мастеров широкого круга, а также осуществляется показ произведений каллиграфов высшего класса. Укрупнённые и обобщённые образы, написанные в динамичной манере, а также принцип артистической «игры кистью и тушью» стали характерной особенностью японской каллиграфии XX века.
В начале 1950-х годов появилось абстрактное направление каллиграфии. Иероглифы, написанные в этом стиле, практически утратили конкретное смысловое значение и дали импульс экспрессивной импровизации. Абстрактная каллиграфия более открыто и непосредственно доносит до зрителя мысли автора, его чувства, настроение, сохраняя при этом традиционную культуру владения кистью и тушью.

## Арабская каллиграфия

Арабская каллиграфия

Арабская каллиграфия (араб. الخط العربي‎, сокращённо араб. الخط‎ хатт или хутут) занимает особое место в исламском искусстве и первоначально возникла на базе переписывания Корана. По этой причине написанное слово само по себе получило сакральный смысл. По словам Кази-Ахмеда ибн Мирмунши аль-Хуссейна (XVI в.), «мистическое отношение к писанному слову создало на мусульманском Востоке из самого процесса переписки Корана акт, тесно связанный с религиозной догмой прощения грехов». Многие средневековые правители брали на себя обет сделать копию Корана, но для этого им необходимо было постичь азы каллиграфии. В IX в. багдадские халифы стали собирать обширные библиотеки и строить специальные центры (араб. دار الحكمة‎ Дар аль-хикма — «дом мудрости»), в которых трудились переводчики и переписчики. Благодаря этому в XIII в. в Багдаде и Каире были библиотеки в несколько десятков тысяч книг. После перехода с пергамента на бумагу большое число мастеров стало заниматься копированием Корана, переводами с греческого, пехлевийского и коптского языка книг по истории, медицине. В некоторых книгах уже содержались рисунки и географические карты. Позднее появились поэтические сборники, диваны (генеалогические своды) и другие сочинения арабских авторов.

### Особенности
Коран прямо запрещает людям изображать людей, животных или Аллаха, потому что считается, что поклоняться Аллаху через картину означает поклонение картине, а не Аллаху, что считается идолопоклонством и уподоблением неверующим. Такое же правило распространяется и на изображения любого другого существа, даже не относящегося к религии, по той же причине. Тем не менее писать каллиграфии слова, складывающиеся в их изображения, разрешается.

### Каллиграфические стили
Сначала арабы пользовались стилем хиджази. Постепенно стали вырабатываться новые почерки, большинство которых было вариантами «великолепной шестёрки». Великолепная шестерка — это шесть канонических почерков, среди которых насх (араб. الخط النسخ‎, al-Ḫaṭṭ an-nasḫ), мухаккак, сулюс (араб. الخط الثُلُث‎, al-Ḫaṭṭ al-Ṯuluṯ), рук’а (араб. الخط الرقعة‎, al-Ḫaṭṭ al-ruq’ah), рейхани и тауки. Каждый из почерков применялся в определённой области. Так, например, почерком дивани (ديواني) писали дипломатические документы, почерк рикаа использовался в быту, а почерком насталик (араб. تعليق‎; перс. نستعلیق‎ [næsˈtʰæʔliːq]) писали комментарии к Корану. Созданное на базе хиджази куфическое письмо (араб. الخط كوفي‎, al-Ḫaṭṭ al-kufi) до сих пор используется в архитектуре и декоративном искусстве.
Стиль почерка зависел от разных причин. Значение имели место и время написания, мастер, и даже цвет чернил. Некоторые каллиграфы для написания копий Корана использовали только те чернила, которые побывали в Мекке. С распространением в мусульманском мире книги наиболее популярными стали скорописные стили почерка. Большинство манускриптов позднего времени были написано почерком рукаа.

### Пропорции
К каллиграфии относились как к точной науке. При написании слов высчитывалась высота вертикальных букв и протяжённость слова на строке. Протяжённость той или иной буквы составляет (в зависимости от почерка) два или три ромба. Основой правила составления пропорции является размер буквы «алиф», первой буквы арабского алфавита, которая представляет собой прямую вертикальную черту. Единицей измерения в каллиграфии считается арабская точка, она, можно сказать, основной рабочий элемент мастера. Высота алифа составляет от трёх до двенадцати точек, в зависимости от стиля и индивидуального почерка каллиграфа. Ширина алифа равна одной точке. Алиф также служит диаметром воображаемого круга, в который можно вписать все арабские буквы. Таким образом, основу пропорции составляют три элемента, размер которых устанавливает сам мастер — это высота и ширина алифа и воображаемый круг.

### Каллиграммы
Для создания затейливых каллиграмм мастера использовали наиболее популярные фрагменты Корана. Иногда в этих каллиграммах были зеркально отражающиеся части.

### Каллиграфы
Мастера каллиграфии были во всех уголках арабо-мусульманского мира. Среди наиболее известных каллиграфов были: Халид ибн аль-Хайядж, аль-Фарахиди (VII в.), аль-Дахак, аль-Ишак, Ахмед аль-Кальби, Ибрахим и Юсуф аль-Шараджи, Ахваль аль-Мухаррир (IX в.), Мухаммад ибн Али ибн Мукла, Ибрагим ас-Сули (X в.), Абуль-Хасан Али ибн аль-Бавваб (XI в.), Фатима аль-Багдади и Шухда бинт аль-Абнари (XII в.), Якут аль-Мустасими (XIII в.), аль-Калкашанди (XV в.) и др. Лучшим из каллиграфов считается Якута аль-Мустасими (1203—1298), который разработал систему стилей каллиграфии и методику обучения её секретам.

## Армянская каллиграфия
Первым центром развития армянской каллиграфии и рукописной книги был Вагаршапат. В истории известны более 1500 центров развития армянской каллиграфии и рукописного искусства, которые действовали в разные эпохи и имели разные масштабы развития. Наиболее значимые центры были в Вагаршапате, Сюнике (Татев, Гладзор и т. д.), Вараге, Нареке, Аргине, Ахпате, Санаине, Ахтамаре, Гетике, Гошаванке, Хоранашате, Хор Вирапе, Глаке, в монастырях Мушa, Ерзнка, Карина, Карса, Апракуниса, Аданы, Вана, Битлиса, Новой Джульфы и т. д.

## Индийская каллиграфия
История письменности в Индии восходит ко времени правления первого императора Ашоки (III в. до н. э.), который провозгласил правовые нормы, охватывающие весь уклад жизни его подданных того времени. Эти правовые нормы были записаны на камне. Вскоре появились две новые системы письменности: кхароштхи и брахми. Именно брахми и стал проотцом современного письма деванагари («шрифт из города богов»). Религиозные тексты очень редко писались с помощью девангари и изначально сопровождались цветными рисунками. Индийцы писали на медных табличках, коре деревьев и пальмовых листьях, соединённых через проколы верёвкой.
Искусство красивого каллиграфического письма появилось на рубеже XV—XVI веков с появлением мусульман. В это время возникли школы и основные требования к работе мастеров, использованным материалам, краскам и туши. В различных частях Индии появлялись свои стили. Так, например, в Бенгалии большое распространение получил стиль тугхра, на востоке Индии и в Гуджарате — стили тауки, насх и рикаа, а на юге — насталик.
Для индийских мастеров не было особенной разницы в том, на какой поверхности выводить каллиграфии. Они писали на камне, бумаге, монетах, ткани и т. д.

## Персидская каллиграфия

### История Насталика (Насташлык)
В VII веке, персы, после введения ислама стали адаптировать арабское письмо к персидскому и со временем разработали современный персидский алфавит. Арабский алфавит состоит из 28 символов. Ещё четыре буквы были добавлены иранцами, в результате чего 32 буквы в настоящее время присутствуют в персидском алфавите. 
Около тысячи лет назад Ибн Мукла (перс. ابنِ مقله بيضاوی شيرازی‎) и его брат создали шесть жанров иранской каллиграфии, а именно «Мохакик», «Рейхан», «Солс», «Насх», «Токи» и «Река». Эти жанры были распространены в течение четырёх веков в Персии.
В VII веке (календарь хиджры) Хасан Фарси Катеб соединил стили «насх» и «река» и изобрёл новый жанр персидской каллиграфии под названием «та'лык». .
В XIV веке Мир Али Табризи соединил два основных сценария своего времени, а именно Насх и Талик, и создал новый стиль персидской каллиграфии под названием «Насталик»; (перс. نستعلیق‎ [næsˈtʰæʔliːq]) был преобладающим стилем для написания персидско-арабской вязи.
В XVII веке Мортеза Голи-хан Шамлоу и Мохаммад Шафи Херави создали новый жанр под названием скорописи Шекасте насталик (перс. شکسته نستعلیق‎ — курсивный насталик). Почти столетие спустя Абдол-Маджид Талекани. Этот каллиграфический стиль основан на тех же правилах, что и насталик. Тем не менее, курсив насталик имеет несколько существенных отличий: он обеспечивает более гибкие движения, и он немного более растянут и изогнут. Ядолла Каболи — один из самых выдающихся современных каллиграфов в этом стиле, который в то время был выдающимся художником, поднял этот жанр до самого высокого уровня.

## Современная каллиграфия
После того, как печать стала общедоступной с XV века, производство иллюстрированных рукописей стало сокращаться. Однако, несмотря на сильный рост печати, искусство каллиграфии не закончилось.
В конце XIX века, под влиянием эстетики и философии Уильяма Морриса и движения декоративно-прикладного искусства, искусство каллиграфии начало возрождаться. Отцом современной каллиграфии считается Эдвард Джонстон. После изучения опубликованных копий рукописей архитектора Уильяма Харрисона Коулишоу, он был представлен Уильяму Летхаби в 1898 году, директору Центральной школы искусств и ремесел, который посоветовал ему изучать рукописи в Британском музее. Это вызвало интерес Джонстона к искусству каллиграфии с использованием ручки/пера с широкими краями. С сентября 1899 года он начал преподавать курс каллиграфии в Центральной школе в Саутгемптон-Роу, Лондон, где оказал влияние на дизайнера шрифтов и скульптора Эрика Гилла. Фрэнк Пик поручил ему разработать новый шрифт для лондонского метро, который с некоторыми изменениями используется до сих пор. Джонстон возродил искусство современного письма, хотя и рисовал в одиночку с помощью своих книг и учений — его учебник по теме «Письмо и освещение» (1906) особенно повлиял на поколение британских типографов и каллиграфов, в том числе на таких как: Грейли Хьюитт, Стэнли Морисон, Эрик Гилл, Альфред Фэйрбэнк и Анна Саймонс. Он также придумал простой и сложный круглый стиль каллиграфического письма, написанный широкой ручкой, известный сегодня как «основополагающая рука». Первоначально Джонстон учил своих учеников писать используя плоскую ручку/перо, но позже учил использовать уже наклонную ручку. Впервые он назвал эту технику «Основополагающей рукой» в своей публикации 1909 года «Рукопись и письма с надписями для школ и классов и для использования мастерами».

## Материалы и инструменты

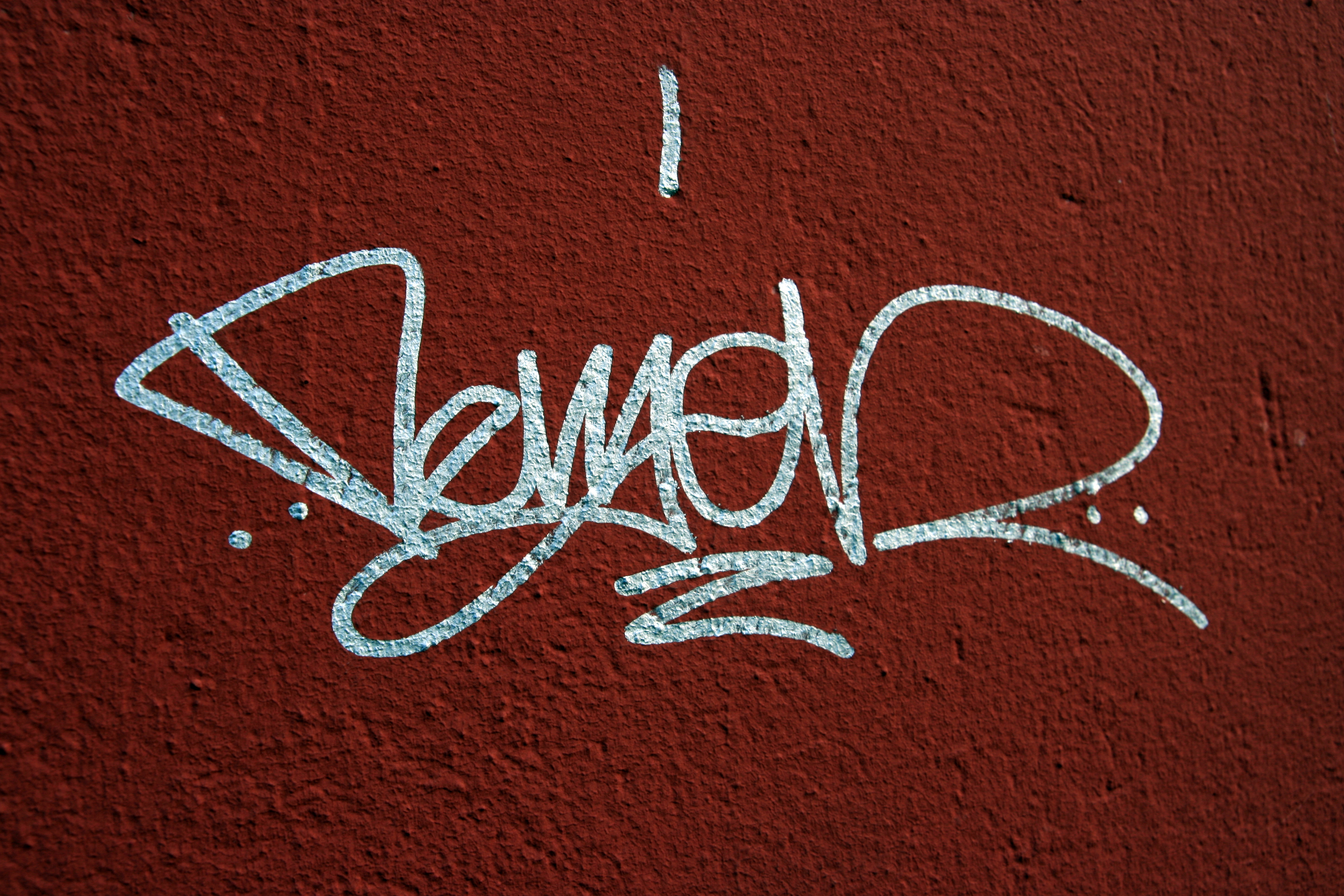
Пример тега в виде каллиграфии в Мальмё

Минимальный набор для письма состоит из бумаги, пера и туши. Также для каллиграфии могут быть использованы авторучка с пастой различных цветов, акварель, гуашь, чернила, баллончик с краской (для граффити), пастель, уголь и многое другое.
До появления перьев письменные знаки высекались на камне, выдавливались палочкой на глине. Различные способы выдавливания знаков на относительно твёрдых поверхностях были весьма распространены (писание на бересте, на воске). Первыми перьями стали перья из тростника. В Средневековье основным пишущим инструментом явилось перо птицы, главным образом, гусиное перо. Далее перья становятся составными, в XVIII веке появляется стальное перо.

## Приёмы каллиграфии
Приёмы каллиграфии очень разнообразны. Могут использоваться завитки, лишние хвостики, крючки, попеременно твёрдые и мягкие штрихи, плавные и ломаные линии, угловатость, вписывание букв или слов в геометрические фигуры или определённое пространство, вычерчивание одних букв и оставление невычерчивание других, расположение букв или слов в виде определённых фигур (арабская каллиграфия), рамки, вычерчивание букв двойным или тройным слоем, проведение параллельно уже проведённым линиям линий иного цвета и другие.

## Особенности каллиграфии
Каллиграфия, как правило, несколько искажает надпись, затрудняя её читаемость, однако увеличивая эстетичность. Иногда каллиграфия настолько искажает надпись, что прочесть её становится невозможно — в документах такая каллиграфия не допускается.